# Andrew Ray
Andrew Ray (31 de mayo de 1939 – 20 de agosto de 2003) fue un actor inglés, conocido principalmente por su trabajo como estrella infantil.

## Biografía
Nacido en Londres, Inglaterra, era hijo del famoso comediante radiofónico Ted Ray. La vida de Ray se transformó a los 10 años de edad, cuando fue elegido para interpretar The Mudlark, un film de 20th Century Fox protagonizado por Alec Guinness e Irene Dunne. La película fue elegida Royal Command Performance en 1950, y catapultó a Ray como actor infantil. 
Protagonizó diversos papeles en el cine y en el teatro en los años siguientes, incluyendo los filmes The Yellow Balloon (con Kenneth More), Escapade (con Sir John Mills), Woman in a Dressing Gown (con Sylvia Sims), Serious Charge (con Anthony Quayle y Cliff Richard), The System (con Oliver Reed y David Hemmings) y Twice Round the Daffodils (con Juliet Mills y Kenneth Williams).
Entre sus interpretaciones teatrales destacan Flowering Cherry (con Sir Ralph Richardson y Celia Johnson), y Taste of Honey on Broadway (con Angela Lansbury y Joan Plowright).
A los 19 se casó con la actriz de Rodesia Susan Burnet, con la que tuvo dos hijos.
A pesar de un período de incertidumbre tras cumplir los veinte años, Ray siguió haciendo numerosos papeles para el cine, el teatro y la televisión —incluyendo el del científico nuclear Klaus Fuchs para Anglia Television, y el de Jorge VI del Reino Unido en Crown Matrimonial en teatro y televisión. Tanto éxito tuvo su interpretación teatral de Jorge VI, que hizo el mismo papel en la serie televisiva Edward and Mrs Simpson (1978).
Otras series para TV en las que trabajó fueron Tales of the Unexpected, Upstairs, Downstairs, Inspector Morse, y Peak Practice. Interpretó a Herbert Pocket en la versión televisiva de 1974 de la novela de Charles Dickens Grandes esperanzas.
En sus últimos años Ray fue miembro del sindicato de actores Equito, trabajando como Consejero.
Andrew Ray falleció a los 64 años de edad, en 2003, a causa de un infarto agudo de miocardio, en Londres.